# Ланна (річка)
Ла́нна — річка в Україні, в межах Красноградської міської громади Красноградського району Харківської області, Мартинівської сільської та Ланнівської сільської громад Полтавського району Полтавської області. Ліва притока Орчика (басейн Дніпра).

## Опис
Довжина річки 32 км, площа басейну 257 км². Долина трапецієподібна, завширшки до 2 км. Річище слабозвивисте, завширшки 0,5—1,5 м, у пониззі та верхній течії часто пересихає. Похил річки 0,91 м/км. Споруджено кілька ставків. 

## Розташування
Ланна бере початок на північ від села Зоряне, утворюється злиттям балок Цирана та Іван Городка. Тече переважно на південний захід, у пригирловій частині — на захід. Впадає до Орчика в межах села Федорівки. 
Річка протікає через села: Холодне Плесо, Верхня Ланна, Редути, Нижня Ланна і Федорівка.

## Притоки
- Балка Цирана (Ракосіївка) - один із витоків. Бере початок у селі Красне, тече на південь, зливається з балкою Іван городка і утворює річку Ланна на півночі від села Зоряне.
  - Балка Цисиха - ліва притока балки Цирана.
- Балка Іван Городка - один із витоків. Бере початок у селі Новоселівка, тече на південний захід, зливається з балкою Іван городка і утворює річку Ланна на півночі від села Зоряне.
  - Балка Хорольська - ліва притока балки Іван-городка.
- Балка Десята - ліва притока Ланни, протікає через село Зоряне.
- Балка Зайцівка - права притока, бере початок на південному сході від села Тишенківка, тече переважно на південний схід і впадає у Ланну на північному заході від села Зоряне.
- Піщанка - ліва притока.
- Балка Прядчиха (у верхній течії Коржиха) - ліва притока, починається на заході від селища Дослідне, тече на північний захід через село Коржиха і впадає у Ланну між селами Редути та Нижня Ланна.